# Pavillon Président-Kennedy
Le pavillon Président-Kennedy (PK) de l'UQAM est l'édifice des départements des sciences de la Terre et de l'atmosphère, de mathématiques, et d'informatique, du laboratoire d'informatique, ainsi que de plusieurs groupes de recherche. Il est situé au 201 avenue du Président-Kennedy, dans le Complexe des sciences Pierre-Dansereau.
Il a été nommé d'après l'avenue sur laquelle il a été bâti, laquelle a été nommée en l'honneur de John Fitzgerald Kennedy.
La Bibliothèque des sciences qui occupait le premier étage du pavillon a été déménagée en 2005 et se retrouve maintenant dans le pavillon Cœur des sciences (CO).

## Le buste de Kennedy

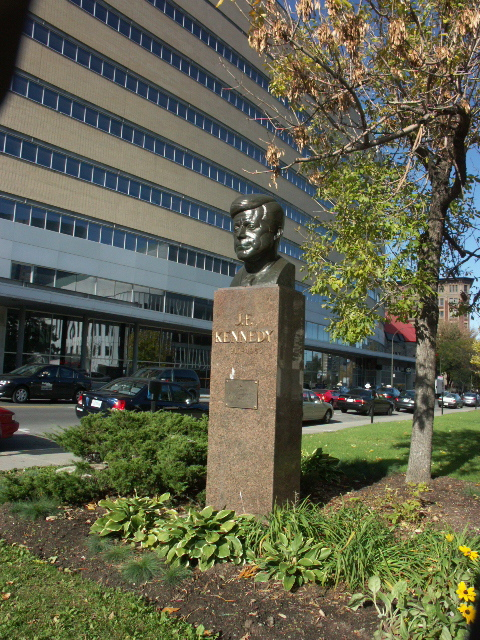
Buste de John Fitzgerald Kennedy à son ancien emplacement en 2005.

Le buste de Kennedy est un monument du sculpteur montréalais d'origine hongroise Paul Lancz en l'honneur de John Fitzgerald Kennedy. Le buste fut d'abord exposé à la Kennedy Library de l'Université Harvard de Boston, avec l'approbation de Jacqueline Kennedy. Après 20 ans d'efforts de la part de son créateur, on accepta de le placer en 1986 sur l'avenue du Président-Kennedy, au coin de la rue Jeanne-Mance, en face du Pavillon Président-Kennedy. 
Le buste fut entièrement financé par l'entreprise de bijoux Henry Birks & Fils (maintenant devenue la Birks & Mayors). Une plaque y lit: "En hommage aux citoyens de Montréal, HENRY BIRKS & FILS, 1986". Le bronze fut exécuté chez Artcast, à Georgetown, en Ontario
Lors des travaux d'aménagement du Quartier des spectacles en 2007, le buste fut relocalisé aux angles de l'avenue Président-Kennedy et de l'avenue McGill College en 2013.